# La storia infinita 2
La storia infinita 2 (The NeverEnding Story II: The Next Chapter) è un film del 1990 diretto da George Trumbull Miller.
È il sequel de La storia infinita (1984) e il secondo capitolo della saga cinematografica tratta dall'omonimo romanzo di Michael Ende, dove ne completa la narrazione del libro. È interpretato da Jonathan Brandis, Kenny Morrison e Clarissa Burt. Nel 1994 è stato seguito da La storia infinita 3 (1994).
Nei cinema americani, il film è stato distribuito insieme al cortometraggio animato Un biglietto per il cinema.

## Trama
Bastian soffre la mancanza della madre ed ha con suo padre un rapporto di amore-odio, non accettando il fatto che l'uomo voglia rifarsi una vita. A scuola Bastian ha un attacco di panico quando deve saltare dal trampolino della piscina e si reca quindi dal signor Koreander, per farsi consigliare un testo per superare la paura dell'altezza. Prima di fare questo però, gli capita di nuovo tra le mani il libro della Storia Infinita. Iniziando a sfogliare il volume, si accorge che alcune pagine si stanno cancellando e sente la voce dell'Imperatrice che lo chiama, chiedendo aiuto. Decide allora di rileggere il romanzo per sapere che cosa stia succedendo a Fantàsia. Koreander, come nel primo film, cerca di impedirglielo, ma sorride soddisfatto quando Bastian scappa portando il libro con sé.
In camera sua, a casa, Bastian si accorge che l'Auryn sulla copertina luccica. Lo afferra e viene catapultato a Fantàsia, dove incontra il papero parlante Rapidino, servo della perfida strega Xayde, che sta organizzando un piano per impedire al ragazzo di salvare l'Imperatrice. Rapidino rivela a Bastian che l'Auryn può esaudire tutti i suoi desideri, nascondendogli però che Xayde ha messo nel frattempo a punto una macchina che fa in modo che a ogni desiderio espresso Bastian perda un ricordo. Giunto alla Città d'argento, Bastian viene aggredito da alcuni giganti corazzati inviati da Xayde, ma riesce a sconfiggerli senza usare l'Auryn. Viene poi a sapere che l'Imperatrice è prigioniera di una forza misteriosa nella sua Torre e cerca quindi aiuto per andare a salvarla. A questo punto arriva Atreyu e i due si salutano. Bastian crea quindi, grazie all'Auryn, un mostro orribile per spaventare i nemici dell'imperatrice, ma il mostro è totalmente incontrollabile e scappa, dirigendosi verso il castello di Xayde. Bastian lo insegue a bordo del drago Falkor, a sua volta sopraggiunto, per fermarlo prima che faccia danni. Sulla strada incontrano Mordiroccia e il suo bimbo che si lamentano perché le rocce sono diventate tutte cave e non sono più nutrienti. Bastian deduce che a causa del Nulla tutte le cose in Fantàsia stanno diventando vuote come le pagine del libro e che presto nel mondo degli esseri umani non ci saranno più storie da leggere. Bastian e Atreyu raggiungono il castello di Xayde. Dopo una dura lotta e parecchi desideri espressi da Bastian, arrivano al cospetto della maga. Questa si dichiara allora sconfitta ed afferma di poter annullare il sortilegio che ha fatto all'imperatrice solo recandosi alla Torre d'Avorio.
Nel frattempo il padre di Bastian, preoccupato per la sua sparizione, cerca il figlio dal signor Koreander, dopo aver trovato il libro. Il libraio gli suggerisce allora di leggere la Storia Infinita. Dapprima scettico, il padre di Bastian inizia a leggere il libro e scopre che racconta tutte le avventure del figlio, che da quel momento segue passo dopo passo.
Xayde offre a Bastian di viaggiare con lei in una specie di carrozza ed egli accetta, cadendo in suo potere. La maga induce Bastian a esprimere molti inutili desideri e riesce a metterlo contro Atreyu, convincendolo che sia invidioso di lui in quanto possessore dell'Auryn. Quando Atreyu, che ha nel frattempo scoperto quale effetto provoca su di lui l'esprimere i desideri, cerca di riportare l'amico alla ragione e di prendersi l’Auryn, Bastian lo affronta, spingendolo in un burrone e uccidendolo. Vedendo Atreyu morto, Bastian scopre di essere stato ingannato da Xayde e che gli restano solo due desideri da esprimere prima di perdere tutti i suoi ricordi. Incitato dal pentito Rapidino, che gli chiede di fermare la perfida maga, Bastian raggiunge Atreyu in fondo al burrone e lo fa tornare in vita, sacrificando il ricordo di sua madre. Braccato da Xayde, Bastian usa il suo ultimo desiderio (quello legato al ricordo di suo padre) per far sì che lei abbia un cuore. Questo provoca l'annullamento di tutti gli incantesimi della maga, che scompare.
Compare l'imperatrice: Fantàsia è salva e adesso Bastian può tornare a casa, ma per farlo deve tuffarsi da una cascata altissima e sconfiggere la sua paura. Sentendo la voce del padre che lo chiama dopo averlo sostenuto durante tutte le sue avventure, Bastian trova il coraggio di tuffarsi e tornare a casa. Di nuovo insieme, padre e figlio (che ha evidentemente recuperato i ricordi) si dichiarano l'affetto reciproco e si abbracciano.

## Distribuzione

### Edizione italiana
Il doppiaggio italiano del film fu eseguito dalla C.D.C. presso la Doppiaggio Villini e diretto da Cesare Barbetti su dialoghi di Alberto Piferi. L'unico membro del cast vocale del film precedente a tornare nel proprio ruolo fu Ilaria Stagni, doppiatrice di Bastian. Nei dialoghi, la forza che si diffonde su Fantàsia è chiamata Nulla sebbene si tratti di un'entità diversa da quella omonima che appare nel film precedente (nell'edizione originale è infatti chiamata Emptiness).

### Edizioni home video
È stato distribuito in Germania dalla Warner Home Video in VHS e dalla Warner Bros. in DVD e Blu-ray, in USA è stato distribuito dalla Warner Bros. in VHS, DVD e Blu-ray; mentre in Italia è stato distribuito dalla Penta Video in VHS mentre in DVD e Blu-ray sono ancora inediti. il Blu-ray spagnolo possiede la traccia italiana.

## Accoglienza

### Incassi
Il film ha incassato $ 17.373.527 negli Stati Uniti, ma è stato un successo maggiore nella sua nativa Germania, con 3.231.527 spettatori, che gli hanno conferito il settimo numero di presenze dell'anno e lo hanno reso uno dei due film tedeschi a raggiungere il successo nazionale nel 1990, insieme a Werner – Beinhart!.

### Critica
Diversamente dal primo, il film è stato stroncato dalla critica e dal pubblico. Su Rotten Tomatoes il film ha un punteggio del 14% basato su 7 recensioni, con una valutazione di è 3,7/10.
Richard Harrington del Washington Post ha scritto: "A differenza del suo predecessore, qui ci sono pochi effetti degni di essere definiti speciali, e gli eventi si svolgono con uniformità. La città d'argento sembra la dimora di Oz, il castello della maga è più accennato che realizzato e diverse nuove creature sono uscite da sketch comici a tarda notte". Chris Hicks, scrivendo per il Deseret News, è stato più gentile nella sua recensione, scrivendo che sarebbe stato divertente per i bambini, mentre il primo film era divertente per l'intera famiglia. In Italia il Dizionario dei Film di Morandini commenta "Tedio, con scene e costumi da megashow del sabato sera", mentre Pino Farinotti, che valuta il film con due stelle su cinque, lo critica come "Ricco di effetti speciali, ma povero di idee".

## Riconoscimenti
- 1992 - Saturn Award
  - Nomination Miglior attore emergente a Jonathan Brandis
- 1990 - Bavarian Film Awards
  - Premio Speciale
- 1991 - Golden Screen
  - Golden Screen
- 1992 - Young Artist Awards
  - Nomination Miglior film per famiglie
  - Nomination Miglior performance in un film - Giovane attore protagonista a Jonathan Brandis
  - Nomination Miglior performance in un film - Giovane attore non protagonista a Kenny Morrison

## Adattamenti
Dal film venne tratto il videogioco d'azione The Neverending Story II del 1990.